# Musa Simelane
Musa Simelane (geb. 2. Februar 1974) ist ein eswatinischer Boxer. Er nahm an den Olympischen Sommerspielen 2000 in Sydney im Wettbewerb Boxen teil. Er wurde in der ersten Runde vom Argentiner Israel Héctor Perez besiegt.
Er war auch Fahnenträger für sein Land.